# Dugesia capensis
Dugesia capensis és una espècie de cuc pla dins de l'ordre dels triclàdides dugèsids que habita a l'aigua dolça de Sud-àfrica. El nom específic fa referència a la Província del Cap.

## Morfologia

### Morfologia externa
Els espècimens vius tenen el cap poc triangular.

### Morfologia interna
Els exemplars analitzats de D. capensis presentaven testícles subdesenvolupats i ovaris hiperplàsics, característiques típiques d'individus resexualitzats. Altres caràcters diagnòstics inclouen el conducte ejaculador no central i que s'obre a la punta de la papil·la peniana, el canal de la bursa infranucleat i els oviductes que s'hi obren asimètricament, la capa de reforç externa constituïda per músculs longitudinals s'estén des de l'àrea vaginal del canal de la bursa fins a la bursa copulatrix. A D. capensis no és present una capa extra de musculatura longitudinal a la musculatura externa de la faringe. Tampoc presenta musculatura transversal a la part ventral del cos.